# Nuoto ai Giochi della XIX Olimpiade - 400 metri misti maschili
La competizione dei 400 metri misti maschili di nuoto ai Giochi della XIX Olimpiade si è svolta nei gironi 22 e 23 ottobre 1968 alla Piscina Olímpica Francisco Márquez di Città del Messico.

## Programma
| Data            | Round      | Note                           |
| --------------- | ---------- | ------------------------------ |
| 22 ottobre 1968 | 5 Batterie | I migliori 8 tempi alla finale |
| 23 ottobre      | Finale     |                                |

## Risultati

### Batterie
| Pos. | Atleta           | Nazione          | Totale | Pos F  |
| ---- | ---------------- | ---------------- | ------ | ------ |
| 1    | Andrey Dunayev   | Unione Sovietica | 5'01"9 | 8 Q    |
| 2    | Martyn Woodroffe | Gran Bretagna    | 5'03"9 | 9      |
| 3    | Eduardo Alanís   | Messico          | 5'14"9 | 21     |
| 4    | Jacek Krawczyk   | Polonia          | 5'15"1 | 22     |
| -    | José Martínez    | Cuba             | -      | Squal] |

| Pos. | Atleta              | Nazione          | Totale | Pos F |
| ---- | ------------------- | ---------------- | ------ | ----- |
| 1    | Gregory Buckingham  | Stati Uniti      | 4'57"3 | 3 Q   |
| 2    | Rafael Hernández    | Messico          | 5'01"1 | 7 Q   |
| 3    | Hans Ljungberg      | Svezia           | 5'06"1 | 11    |
| 4    | Vladimir Kravchenko | Unione Sovietica | 5'08"7 | 14    |
| 5    | Tomas Becerra       | Colombia         | 5'09"7 | 15    |
| 6    | Miguel Torres       | Spagna           | 5'12"7 | 19    |
| 7    | Gudmunður Gíslason  | Islanda          | 5'20"2 | 29    |
| 8    | Raúl Villagómez     | Messico          | 5'24"7 | 31    |

| Pos. | Atleta          | Nazione        | Totale | Pos F |
| ---- | --------------- | -------------- | ------ | ----- |
| 1    | Charles Hickcox | Stati Uniti    | 4'56"2 | 1 Q   |
| 2    | Reinhard Merkel | Germania Ovest | 5'00"6 | 5 Q   |
| 3    | Bernhard Mock   | Germania Ovest | 5'07"1 | 13    |
| 4    | Péter Lázár     | Ungheria       | 5'10"6 | 16    |
| 5    | Angel Chakarov  | Bulgaria       | 5'10"9 | 17    |
| 6    | Ken Campbell    | Canada         | 5'19"6 | 28    |
| 7    | Gershon Shefa   | Israele        | 5'22"6 | 30    |
| 8    | Lee Tong-Shing  | Taiwan         | 5'50"0 | 34    |

| Pos. | Atleta            | Nazione        | Totale | Pos F |
| ---- | ----------------- | -------------- | ------ | ----- |
| 1    | Michael Holthaus  | Germania Ovest | 5'00"8 | 6 Q   |
| 2    | George Smith      | Canada         | 5'04"4 | 10    |
| 3    | Yulyan Rusev      | Bulgaria       | 5'07"0 | 12    |
| 4    | Lars Kraus Jensen | Danimarca      | 5'12"7 | 19    |
| 5    | Zbigniew Pacelt   | Polonia        | 5'18"6 | 25    |
| 6    | Raymond Terrell   | Gran Bretagna  | 5'19"5 | 27    |
| 7    | Francisco Ramis   | Porto Rico     | 5'30"9 | 32    |
| 8    | Antonio Cruz      | Guatemala      | 5'31"1 | 33    |

| Pos. | Atleta           | Nazione     | Totale | Pos F |
| ---- | ---------------- | ----------- | ------ | ----- |
| 1    | Gary Hall        | Stati Uniti | 4'56"2 | 1 Q   |
| 2    | Sandy Gilchrist  | Canada      | 4'57"5 | 4 Q   |
| 3    | Karl Byrom       | Australia   | 5'11"9 | 18    |
| 4    | Michele D'Oppido | Italia      | 5'16"4 | 23    |
| 5    | Jacques Henrard  | Belgio      | 5'17"0 | 24    |
| 6    | Olle Ferm        | Svezia      | 5'18"9 | 26    |

### Finale
| Pos.    | Atleta             | Nazione          | Totale | Nota |
| ------- | ------------------ | ---------------- | ------ | ---- |
| Oro     | Charles Hickcox    | Stati Uniti      | 4'48"4 |      |
| Argento | Gary Hall          | Stati Uniti      | 4'48"7 |      |
| Bronzo  | Michael Holthaus   | Germania Ovest   | 4'51"4 |      |
| 4       | Gregory Buckingham | Stati Uniti      | 4'51"4 |      |
| 5       | Sandy Gilchrist    | Canada           | 4'56"7 |      |
| 6       | Reinhard Merkel    | Germania Ovest   | 4'59"8 |      |
| 7       | Andrey Dunayev     | Unione Sovietica | 5'00"3 |      |
| 8       | Rafael Hernández   | Messico          | 5'04"3 |      |